# قبرا
قَبرا

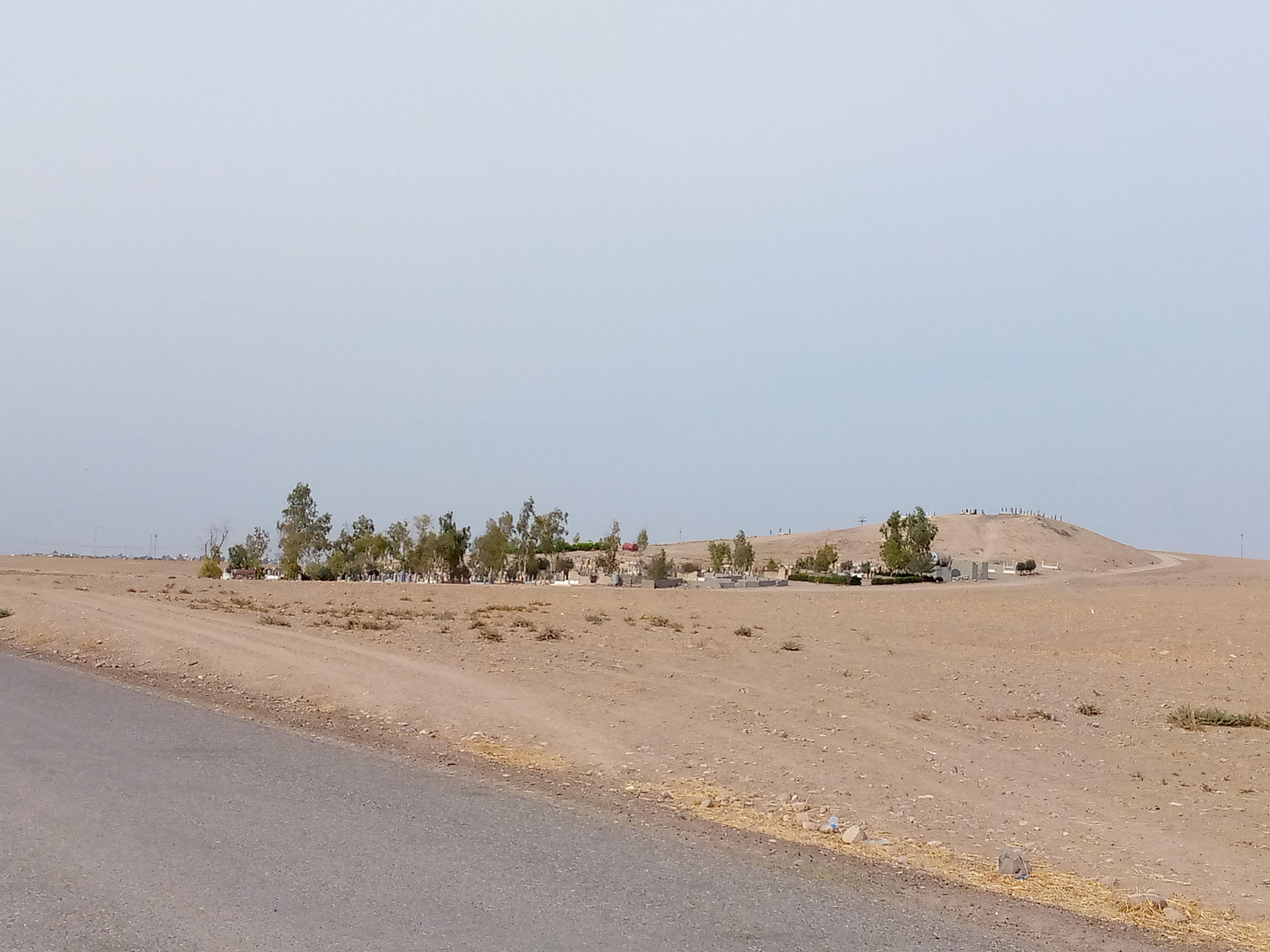
تل كورد قبرستان الموقع المحتمل لقَبرا

كانت قَبرا إحدى الممالك الّتي قامت في شمال بلاد الرافدين في أوائل الألف الثاني قبل الميلاد ، لا يعرف بالضبط الموقع الجغرافي لهذه المملكة لكن جميع الآراء تؤكد انها بين نهري الزاب الأعلى والأسفل كونها كانت تملك سهلاً فسيحاً ضم مدناً وبلدات وقرى ورد ذكرها في النصوص المسمارية ، لم يتم إثبات الاسم قبل العصر البابلي القديم ، وبالتالي يبدو أن قَبرا هي المدينة التي ظهرت في عمليات إعادة التشكيل الجيوسياسية التي أعقبت سقوط سلالة أور الثالثة (2004 ق.م)  هذه الفترة التي انقسم فيها وادي الرافدين إلى خليط موزائيكي من الممالك الكبيرة و الصغيرة أهمها تلك التي قامت في إيسن و لارسا في الجنوب ، و آشور في الشمال و إشنونّا في الشرق . لا يُعرف سوى القليل جدًا عن مملكة قَبرا، الغالبية العظمى من المراجع التي وصلتنا من النصوص المسمارية تتعلق بالحملة العسكرية المشتركة بقيادة الملك شمشي أدد الأول(1813 -1781 ق.م) من إكلاتوم ، والملك دادوشة (1797-1786ق.م) من إشنونّا، ضد الملك بونو-عشتار ملك مملكة قَبرا (1738- 1717 ق.م ) وقد وصلتنا معلومات عن هذه الحملة المشتركة من مسلة النصر العائدة للملك شمشي-أدد الأول (في متحف اللوفر)، و مسلة النصر العائدة للملك دادوشة (في المتحف العراقي) ونصوص من ماري .
تحكي لنا النصوص المسمارية أن الملك شمشي أدد الأول بعد أن سيطر على مملكة ماري (1792 ق.م) في الجهة الغربية، توجه نحو الشرق، وقد تطلب منه ذلك أن يخوض العديد من المعارك مع جيوش المدن والبلدات الواقعة على ضفاف نهر دجلة الشرقية وتحديداً مدينة أرّابخا (كركوك حاليا) ونواحيها ثم مملكة قَبرا ومدنها وصولاً إلى أخازم وشمشارا. وقد كانت سياسة الملك شمشي - أدد التوسعية السبب الرئيسي للهجوم على مدن شرق نهر دجلة بما فيها مدن سهل قَبرا الهدف منها توسيع رقعة الدولة الآشورية وبسط نفوذه على مناطق أبعد ، فمن المؤكد أن السيطرة على مملكة قَبرا يتيح للقوات التمركز والانطلاق نحو مدن بعيدة تعذر على أي قوات سابقة الوصول إليها ، مع تأمين التجارة إلى تلك المناطق دون مخاوف للحصول على ما تفتقر إليه بلاد أشور و إشنونا فضلاً عن قطع جذور المطامع العيلامية في المنطقة بعد أن كانت مخيمة على تلك البلاد من خلال التحالفات مع ملوك مدن شمال شرق بلاد الرافدين ، واستنزاف خيرات المنطقة من حبوب وثمار وغير ذلك و إرسالها إلى بلاد آشور أو إشنونا ، وبهذا فكانت الأسباب عديدة لاقتحام المنطقة والسيطرة عليها ، ذكرت النصوص المسمارية أن الملك شمشي أدد الأول بعد أن استولى على أرّابخا واصل هجومه شمالًا نحو مملكة قَبرا ، ويذكر أولاً استيلائه على المدن المحصنة في أرض قَبرا – أينام، زاميتام ، ساريما – ثم حاصر قَبرا (حيث فر سكان ساريما Sarima) قَبرا عاصمة المملكة أو أكبر مدنها بقيت وحدها التي لم يسيطر عليها ، جاء في رسالة الملك إشمي - داغان الأول (۱۷۸۰ ـ ١٧٤١ ق.م) ابن الملك شمشي أدد الأول لأخيه الملك يسمخ- أدد (۱۷99 ـ ١٧80 ق.م) قائلاً :” كل المدن القوية العائدة لبلاد قَبرا ، كلهن قد تم احتلالها ، مدينة قَبرا قد بقيت لوحدها“  وخلال قراءة الرسائل المتبادلة بين الملك شمشي - أدد الأول وأولاده يتبين لنا أن قَبرا صمدت بوجه الملوك الآشوريين، وعلى الرغم من انكسار جيشها في المواجهة لم يستطع الجيش الآشوري الاستيلاء عليها إلا بعد تدخل الملك دادوشة والتحاق جيشه بالجيش الآشوري الذي كان بقيادة ولدي الملك شمشي- أدد الأول  ، الملك دادوشة ينسب الانتصار على المدينة إلى نفسه، وهذا ما ذكره الملك في مسلته قائِلاً: ” قبارا ، لا أحد من الأمراء أسلافي الذين حكموا في إشنونّا ، ولا الملوك الذين حكموا في العالم كله، لا ملك على الإطلاق قد غامر لمحاصرة المدينة..، أنا استوليت وبنطاق واسع على المدن توتارتا، و حاتكوم ، وحورارا، وكيرحوم و مستوطناتها الواسعة، أنا استوليت عليهم بسلاحي ،..،..، واقتربت من مدينة قبارا المهيبة، مدينته الرئيسة حاصرتها في عشرة أيام واستوليت عليها وعلى سورها العظيم

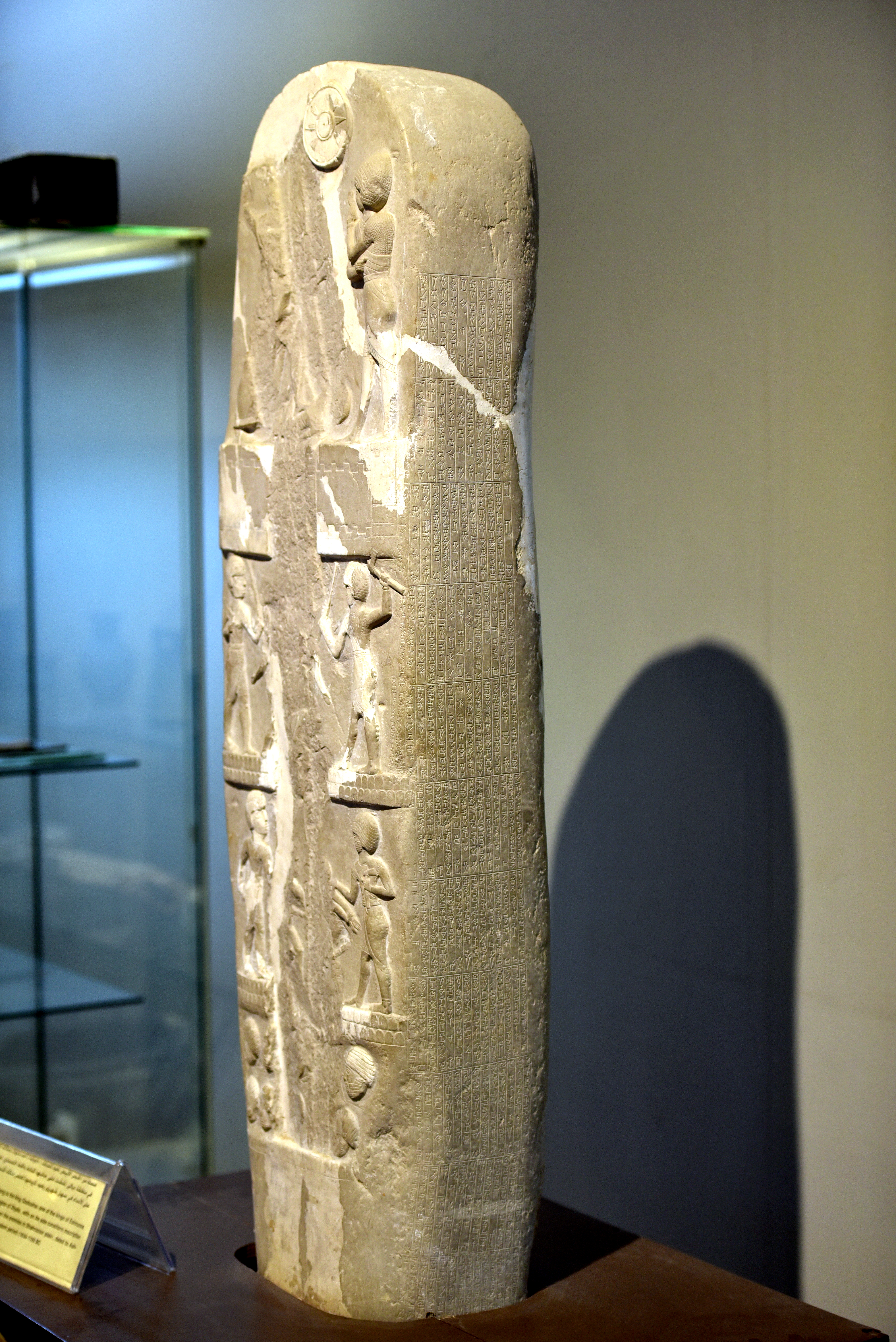
لوحة دادوشا ملك اشنونا، متحف العراق

 “ النص المذكور يعبر عن مدى تباهي الملك بأعماله البطولية، وسيطرته على المدن الواقعة في سهل قَبرا ، وهذه الأحداث جرت في السنة الأخيرة من حكم الملك دادوشة عام1780 ق.م . وقد كتب لنا الملك شمشي أدد الأول في مسله التي كانت تخلد نفس الأحداث مؤكدا ضرب المدينة والاستيلاء على ممتلكاتها ومحاصيلها قائِلاً” : في اليوم العشرين من شهر آذار عبرت نهر الزاب إلى بلاد قَبرا، نهبت تلك البلاد، ضربت حصادها. استوليت على حصون بلاد أربيل كلها، أقمت حامياتي. تركت قَبرا وحيدة. المدينة في ...... شهر، تلك المدينة في شهر كانون (الثاني) بسلاحي القوى..... “ وعلى إثر ذلك الهجوم المشترك مع ملك إشنونا سيطر الملك شمشي أدد الأول على قَبرا في خريف عام 1779 ق.م. عاشت بلاد الرافدين عهداً من القلق السياسي في الفترة التي أعقبت انهيار سلالة أور الثالثة (2004 ق.م)، حتى ظهور الملك حمورابي (1792- 1750ق. م) حيث تمكن من توحيد بلاد الرافدين في مملكة واحدة عاصمتها بابل. تختفي قَبرا من السجلات التاريخية بعد العصر البابلي القديم (1894– 1594 ق.م)
في عام 1976، تم تحديد كورد قبرستان أحد التلال الأثرية في أربيل كموقع (35) على الخريطة (3) في أطلس المواقع الأثرية في العراق، ومن خلال مشروع المسح الأثري في سهل أربيل EPAS الذي تم إطلاقه عام 2012 بإدارة د. جايسون أور من جامعة هارفارد، أظهرت الخرائط الطبوغرافية القديمة والطريقة الحديثة (DEM) آثار سور كبير يحيط بالموقع، وقد استطاع د. جايسون أور وفريقه جمع الكثير من الكسر الفخارية من على سطح الموقع، ومن خلال دراستها تبين أن فترة السكن الرئيسية في المدينة السفلى تعود إلى أوائل الألف الثاني قبل الميلاد (العصر البرونزي الوسيط / العصر البابلي القديم 2000-1600 ق.م)، بالإضافة إلى احتلال كبير في الفترة الإسلامية جنوب التل المرتفع، وعلى التل المرتفع امتدت آثار الاحتلال من أوائل الألف الثالث قبل الميلاد إلى الألف الثاني بعد الميلاد، نظراً لحجم الموقع الكبير ووضعه الجغرافي و تاريخ السكنى فيه استنتج د. جايسون أور بأنه يعود إلى مدينة قَبرا التي ورد ذكرها في النصوص المسمارية ، وهو رأي مقبول إلى حد ما بدليل السمات المتوفرة في الموقع وجود السور والمسافة بينه وبين أربيل وعصر السكنى الرئيسية فيه وكونه على الطريق بين ايكللاتي وأربيل جميعها ضمن الدليل التراكمي على المطابقة مع مدينة قَبرا.

## وصلات خارجية
تل كوردستان قبرستان الأثري في أربيل -(قَبرا القديمة؟)
https://www.academia.edu/129243149/تل_كورد_قبرستان_الأثري_في_أربيل_قَبرا_القديمة_